# 上松恵理子
上松 恵理子（うえまつ えりこ）は、日本のICT教育研究家。新潟大学大学院博士後期課程現代社会文化研究科修了、博士（教育学）。新潟リハビリテーション大学 特任教授。武蔵野学院大学 准教授
情報リテラシーやICT教育をコミュニケーション論の視点で、世界の小学校から大学の教育機関でのICT教育やプログラミング教育の調査研究を行う。情報通信学会、情報処理学会、モバイル学会に所属。

## 著書

### 単著
- 『小学校にプログラミングがやってきた! 超入門編 』(三省堂、2016年11月30日）ISBN 978-4385364407
- 『小学校にオンライン教育がやってきた!』（三省堂、2021年1月18日）ISBN 978-4385364384
- 『読むことを変える‐新リテラシー時代の読解‐』（新高速印刷、2010年1月1日）ISBN 978-4903944043

### 共訳
- （ 田島知之, 高橋恵美子, 中村純子, 村上郷子との共訳）ルネ・ホッブス著『デジタル時代のメディア・リテラシー教育 中高生の日常のメディアと授業の融合』（東京学芸大学出版会、2015年10月9日）ISBN 978-4901665438

### 監修
- （出口汪との監修）朝日新聞社(中釜由起子) (著)『これからの論理国語 小1～小2レベル』（水王舎、2017年5月1日）ISBN 978-4864700412